# Colbert Mountains
Colbert Mountains är ett berg i Antarktis. Det ligger i Västantarktis. Argentina, Chile och Storbritannien gör anspråk på området. Toppen på Colbert Mountains är 1 500 meter över havet.
Terrängen runt Colbert Mountains är varierad. Trakten är obefolkad. Det finns inga samhällen i närheten.